# Emilio Castellani (traduttore)
Emilio Castellani (Milano, 1911 – Milano, 1985) è stato un traduttore italiano.

## Biografia
Già ispettore del comando regionale piemontese di Giustizia e Libertà, nel dopoguerra fu dirigente Rai e autore di traduzioni dal francese e dal tedesco; fu uno dei principali traduttori di Brecht in italiano. Per la traduzione di La passeggiata di Robert Walser vinse l'VIII Premio Monselice per la traduzione letteraria (1978).

## Opere

### Curatele
- Bertolt Brecht, Teatro, Einaudi, 1951-1961, 4 voll. (con Renata Mertens e Cesare Cases)
- Gustave Flaubert, Salambò, Torino, UTET, 1942
- Ernst Toller, Teatro, Torino, Einaudi, 1971
- Bertolt Brecht, Ascesa e rovina della città di Mahagonny, Torino, Einaudi, 1979

### Traduzioni
- Thomas Mann, Tonio Kröger, Torino, Frassinelli, 1945
- Ernst Toller, Uomo massa: dramma della rivoluzione sociale del secolo XX, Milano, Rosa e Ballo, 1945
- Bertolt Brecht, L'opera da tre soldi, Milano, Rosa e Ballo, 1946
- André Gide, La sinfonia pastorale, Torino, Frassinelli, 1953
- Teatro francese contemporaneo di autori cattolici, Torino, ERI, 1959
- Thomas Mann, Novelle e racconti, Verona, A. Mondadori, 1960
- Bertolt Brecht, La madre: vita della rivoluzionaria Pelagia Vlassova di Tver, Torino, Einaudi, 1963
- Bertolt Brecht, Vita di Galileo, Torino, Einaudi, 1963
- Bertolt Brecht, Schweyk nella seconda guerra mondiale, Torino, Einaudi, 1964
- Bertolt Brecht, Tamburi nella notte, Torino, Einaudi, 1964
- Bertolt Brecht, L'anima buona del Sezuan: parabola scenica, Torino, Einaudi, 1965
- Franz Kafka, La metamorfosi e altri racconti, Milano, Garzanti, 1966
- André Gide, L'immoralista e La porta stretta, Milano, Sansoni, 1967 (con M. Castellani e R. Rebora)
- Arnold Schönberg, Testi poetici e drammatici editi e inediti, Milano, Feltrinelli, 1967
- Bertolt Brecht, Poesie 1918-1933, Torino, Einaudi, 1968 (con Roberto Fertonani)
- Bertolt Brecht, Turandot e atti unici, Torino, Einaudi, 1969 (con Mario Carpitella)
- Marie Colmont, Mimi e il girovago, Milano, Edizioni Paoline, 1969
- Robert Walser, Jakob von Gunten: un diario, Milano, Adelphi, 1970
- Bertolt Brecht, Omaggio a Brecht, Torino, Einaudi, 1971
- Ernst Toller, Una giovinezza in Germania, Torino, Einaudi, 1972
- Frank Wedekind, Lulu; Lo spirito della terra; Il vaso di Pandora, Milano, Adelphi, 1972
- Bertolt Brecht, Teoria e tecnica dello spettacolo 1918-1942, Torino, Einaudi, 1975
- Johann Wolfgang von Goethe, Wilhelm Meister: gli anni dell'apprendistato, Milano, Adelphi, 1976 (con Anita Rho)
- Robert Walser, La passeggiata, Milano, Adelphi, 1976, Premio Monselice di traduzione;[2]
- Friedrich Dürrenmatt, Il complice, Torino, Einaudi, 1977
- Bertolt Brecht, Ascesa e rovina della città di Mahagonny, Torino, Einaudi, 1979
- Carl Seelig, Passeggiate con Robert Walser, Milano, Adelphi, 1981 (anche curatela)
- Alexander Lernet-Holenia, Il barone Bagge, Milano, Adelphi, 1982
- Johann Wolfgang von Goethe, Viaggio in Italia, Milano, Mondadori, 1983
- Arthur Schnitzler, Gioco all'alba, Milano, Adelphi, 1983
- Robert Walser, Vita di poeta, Milano, Adelphi, 1985
- Gershom Scholem, Walter Benjamin: storia di un'amicizia, Milano, Adelphi, 1992
- Johann Wolfgang von Goethe, La vocazione teatrale di Wilhelm Meister, Milano, Mondadori, 1991, 1993